# Sandaogang (köpinghuvudort i Kina, Heilongjiang Sheng, lat 46,11, long 130,10)
Sandaogang (kinesiska: 三道岗, 三道岗镇) är en köpinghuvudort i Kina. Den ligger i provinsen Heilongjiang, i den nordöstra delen av landet, omkring 270 kilometer öster om provinshuvudstaden Harbin. Antalet invånare är 42 703. Befolkningen består av 20 887 kvinnor och 21 816 män. Barn under 15 år utgör 16,0 %, vuxna 15-64 år 77 %, och äldre över 65 år 6,0 %.
Runt Sandaogang är det ganska tätbefolkat, med 72 invånare per kvadratkilometer. Sandaogang är det största samhället i trakten. Trakten runt Sandaogang består till största delen av jordbruksmark.
Genomsnittlig årsnederbörd är 793 millimeter. Den regnigaste månaden är juli, med i genomsnitt 164 mm nederbörd, och den torraste är januari, med 5 mm nederbörd.